# Campeonato Sudamericano de Clubes de Rugby 1988
El  Campeonato Sudamericano de Clubes de Rugby de 1988 fue la cuarta edición del torneo sudamericano de rugby de clubes campeones.

## Participantes
| Liga                               | Ganador             |
| ---------------------------------- | ------------------- |
| Torneo de la URBA 1987             | San Isidro Club     |
| Campeonato Central de Rugby 1987   | Old Boys            |
| Campeonato Paraguayo de Rugby 1987 | San José            |
| Campeonato Uruguayo de Rugby 1987  | Old Christians Club |

## Desarrollo

### Semifinales
| 13 de enero de 1988 | San Isidro Club | Ganó SIC | Old Christians Club |  |  |

| 13 de enero de 1988 | San José | Ganó Old Boys | Old Boys |  |  |

#### Tercer puesto
| 15 de enero de 1988 | Old Christians Club | 20 - 6 | CURDA |  |  |

#### Final
| 15 de enero de 1988 | San Isidro Club | 48 - 16 | Old Boys |  |  |

| Bandera de Argentina    |
| Campeón San Isidro Club |
| Segundo título          |